# 同性婚姻

世界各地同性婚姻法律现状：
婚姻对同性伴侶开放
立法/法院判決已承認同性婚姻，政府尚未執行
在特定的其他管轄區締結時，承認其同性婚姻的效力
民事結合/伴侶制度
有限保障同性伴侶關係（同居註記、意定監護）
有限承認在其他國家/地區內締結的同性婚姻關係（配偶居留權、继承权等）
不受法律承認

同性婚姻（英語：Same-sex marriage），或稱為同志婚姻（Gay marriage），是指性別相同的人互相締結為婚姻的關係，當中亦可能會舉辦民事或宗教儀式。婚姻平權（Marriage equality）則是比較符合現今政治面向上的用詞，係指所有人不分性傾向或性別皆享有彼此締結法定婚姻的權利。
目前全世界有38個國家在法律上允许同性婚姻：荷蘭、比利时、西班牙、加拿大、南非、挪威、瑞典、葡萄牙、冰岛、阿根廷、丹麥、巴西、法國、烏拉圭、紐西蘭、英國、盧森堡、墨西哥、美国、愛爾蘭、哥倫比亞、芬蘭、马耳他、德國、澳大利亚、奧地利、中華民國（臺灣）、厄瓜多爾、哥斯大黎加、智利、瑞士、斯洛文尼亞、古巴、安道爾、爱沙尼亚、希臘、列支敦士登、泰國。
2023年，尼泊爾最高法院发布了一项具有约束力的临时命令，要求登记同性別和涉及第三性伴侣的婚姻。2024年4月，政府发布指令，要求所有相关机构登记这些婚姻。截至目前，已有数对伴侣完成了登记。这些婚姻尚未具有异性婚姻的所有法律效力，但确实是政府正式承认和授权的婚姻。
以色列只有宗教婚姻，而无民事婚姻机制。此前，同性配偶以及不同宗教信仰的异性配偶均需先在国外结婚，回国登记之后方能获得承认。2022年7月，中央地区法院裁定，通过美国犹他州在线民事婚姻服务进行的婚姻（包括同性婚姻）在以色列合法。次年，最高法院维持了这一裁决。至此，以色列的同性伴侣无需出境即可在线结婚。以色列允许同性配偶共同收养。
2023年10月，香港终审法院裁定，政府须于两年内设立“替代框架”，以法律形式承认同性伴侣关系。2025年7月，港府提出“登记机制”，拟允许已在海外注册婚姻或民事结合的同性伴侣在港登记，并在医疗探视、紧急医疗决定、身后事处理等方面获得有限法律权利。然而，该机制不适用于未在海外注册的伴侣，亦不涵盖收养、探监等核心权利，广受社群批评，认为没有实现同性伴侣与异性婚姻在法律上的实质平等。 
另有11个国家在全国范围内提供除婚姻以外的其他形式的法律承认：捷克、匈牙利、克罗地亚、塞浦路斯、意大利、圣马力诺、摩纳哥、黑山、玻利维亚、拉脱维亚、立陶宛。

## 名称与概念

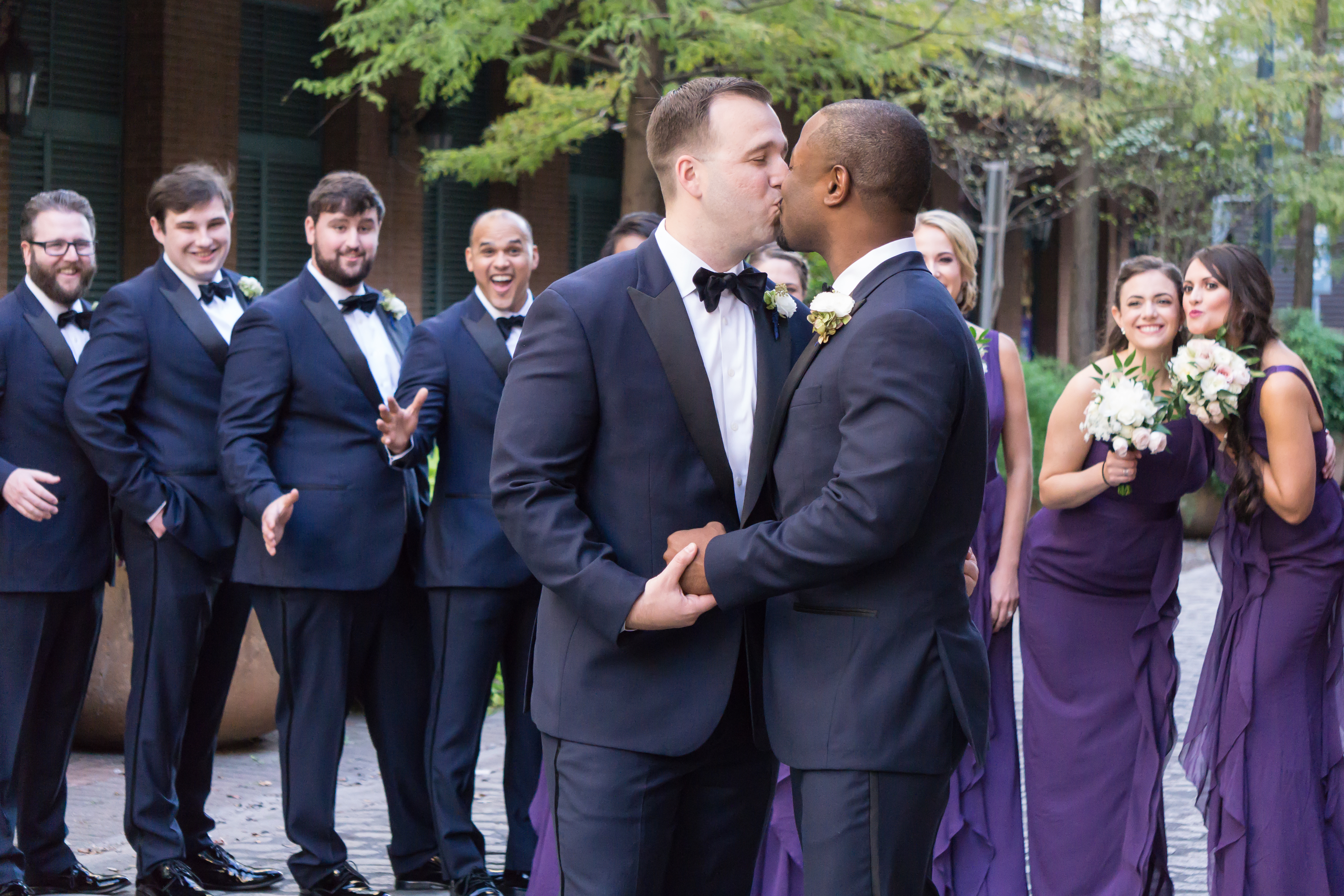
一對同性戀人在美國新奧爾良舉辦結婚派對，2017年11月

就字面意义而言，同性婚姻僅指同性伴侣建立民事上的婚姻关系，并享有相应民事和刑事权利，承担相应民事及刑事义务。但目前，对于跨性别和变性者的结合或因其他性别相关原因受到社会边缘化的人群，也时常被纳入同性婚姻讨论的语境。
- 同性婚姻：給予同性關係享有該國一般的婚姻權利，與異性關係的婚姻適用同樣的法律
- 民事结合：在權利上等同或接近婚姻，不具有宗教上的意義，純由民事法所確立
- 同居或注册伴侣关系：在不同程度上，提供少於婚姻的權利。在有些國家或司法區域，異性或同性關係都可以登記為同居伴侶

在可以註冊同性婚姻的地方，同性婚姻的伴侶可以舉行婚禮。但在不承認同性婚姻的地方，可能会有類似婚禮的儀式，该仪式稱為「承諾儀式」；雙方藉此確立兩人關係，互相承諾履行等同或接近婚姻的義務，但這種關係不被任何法律承認或保護，沒有家庭（如子女的監護權，部分同性伴侶會領養子女）、财产（如共同財產、稅務、繼承、遺產稅等）、社会（如醫療保險、探視、代做醫療決定、代行權利、移民等）等多方面的平等權利。

## 歷史與現狀

### 古代
歷史上第一個被提及的同性婚姻儀式發生在羅馬帝國的早期，並通常被用以批評或諷刺的方式被引用。當時的皇帝埃拉伽巴路斯將他一名來自卡利亞的金髮碧眼奴隸希洛克勒斯稱為其丈夫。他還與名為左迪卡斯的運動員在羅馬一場公開的儀式中成婚。
342年，基督教君士坦提烏斯二世和君士坦斯一世在《狄奧多西法典》中添加法令（C. Th. 9.7.3），禁止在羅馬帝國進行同性婚姻，並對舉行同性婚姻的人處刑。

### 中世紀
中世紀有記載的同性婚姻發生在西班牙的加利西亞。兩位名為Pedro Díaz和Muño Vandilaz的男子於1061年4月16日成婚。他們的婚禮由一個小教堂的牧師主持。關於此次教堂婚禮的歷史檔案可以在聖薩爾瓦多德希拉諾瓦修道院找到。

### 近現代

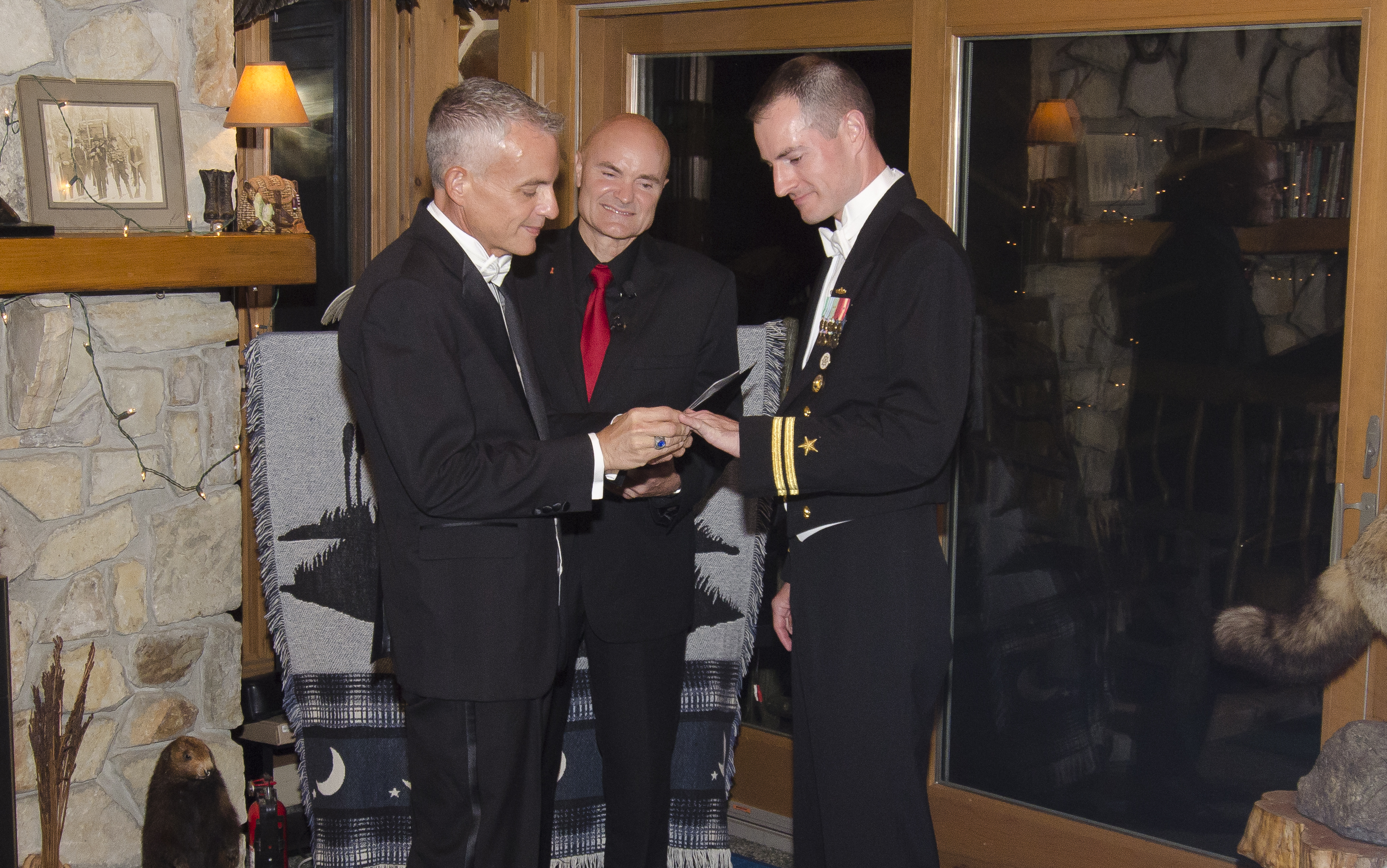
美國海軍上尉Gary C. Ross與其伴侶Dan Swezy的結婚儀式讓他成為第一位合法地與同性伴侶結婚的服役中軍隊成員，時為2011年。

儘管在此之前有零星行動，近現代具有社會運動性質的「婚姻平權」運動獲得較為顯著的進展是在1990年代左右。
2001年，歐洲國家荷蘭通過同性婚姻立法，成為第一個承認同性伴侶登記婚姻有效性的國家。此後，部份其他國家以及部分屬地先後立法或經由司法判決承認同性婚姻的法律效力。另外有些國家和属地承認同性民事結合，在權利與義務上與婚姻有同等或近似的法律地位，但不具有「婚姻」的儀式性質（例如，締約時毋需宣誓、分手時程序簡單等等）。
「同性婚姻法制化」因法律管轄權不同而有各種作法，其方法包括立法機關通過修改婚姻法的表決、憲法法院基於平等原則確立通過同性婚姻的法律裁決，以及民眾在直接投票中（倡議性投票或公民投票）以大多數支持同性婚姻的結果通過。同性婚姻立法是一項涵蓋公民权利、人权、政治、社会以及宗教等範疇的議題。雖在世界各地有各式的宗教信仰社群支持同性婚姻立法，不過不少宗教團體亦因信仰理由而反對。民意調查一貫顯示，同性婚姻在所有已發展的民主國家和一些發展中的民主國家中的支持度不斷上升。

## 各地情況
同性婚姻已在全球近四十個國家全境或部分地區生效。以色列没有民事婚姻机制，但是承認在其他國家和地區合法進行的同性婚姻。有些海外屬地或擁有高度自治權的地區可能有不同的法案，如英国、荷蘭王國及紐西蘭在人口數極少的某些海外地區尚未如本土一樣施行合法的同性婚姻，美屬薩摩亞以及美國本土的一些原住民部落也不施行同性婚姻。
|    | 國家／地區                   | 生效方法                                                                                               | 生效日期                     | 共同 收養      | 參考               |
| -- | ---------------------------- | --- | ---------------------------- | -------------- | ------------------ |
| 1  | 荷蘭                         | 國會通过，其後女王御准生效                                                                             | 2001年4月1日                 | 可             | 荷蘭同性婚姻       |
| 2  | 比利时                       | 國會通過，其後国王御准生效。                                                                           | 2003年6月1日                 | 可             | 比利時同性婚姻     |
| 3  | 西班牙                       | 众议院通過，並推翻參議院的否決案，其後国王御准生效。                                                   | 2005年7月3日                 | 可             | 西班牙同性婚姻     |
| 4  | 加拿大 · （全國通過）        | 法院判決（2003年–2005年） 國會通过，其後总督代表女王御准生效。（2005年）                               | 2005年7月20日                | 可             | 加拿大同性婚姻     |
| 5  | 南非                         | 南非憲法法院判決，其後经國會通過并由总统签署生效。                                                     | 2006年11月30日               | 可             | 南非同性婚姻       |
| 6  | 挪威                         | 國會通過，其後国王御准生效。                                                                           | 2009年1月1日                 | 可             | 挪威同性婚姻       |
| 7  | 瑞典                         | 國會通過，其后瑞典政府公布生效。                                                                       | 2009年5月1日                 | 可             | 瑞典同性婚姻       |
| 8  | 葡萄牙                       | 國會通過，其後總統簽署生效。                                                                           | 2010年6月5日                 | 可             | 葡萄牙同性婚姻     |
| 9  | 冰島                         | 國會通過，其後總統簽署生效。                                                                           | 2010年6月27日                | 可             | 冰島同性婚姻       |
| 10 | 阿根廷                       | 國會通過，其後總統簽署生效。                                                                           | 2010年7月22日                | 可             | 阿根廷同性婚姻     |
| 11 | 丹麦                         | 國會通过，其後女王御准生效。                                                                           | 2012年6月15日                | 可             | 丹麥同性婚姻       |
| 12 | 巴西 · （全國通過）          | 法官判決或州司法監察總局發布命令（2011年–2013年） 巴西最高法院（2011年）及巴西司法委員會判決（2013年） | 2013年5月16日                | 可             | 巴西同性婚姻       |
| 13 | 法國                         | 國會通過，其後總統簽署生效。                                                                           | 2013年5月18日                | 可             | 法國同性婚姻       |
| 14 | 乌拉圭                       | 國會通過，其後總統簽署生效。                                                                           | 2013年8月5日                 | 可             | 烏拉圭同性婚姻     |
| 15 | 新西兰                       | 國會通過，其後總督簽署生效。                                                                           | 2013年8月19日                | 可             | 紐西蘭同性婚姻     |
| -  | 英格兰 ·                     | 國會及威爾斯議會通過，其後女王御准生效。                                                               | 2014年3月13日                | 可             | 英國同性婚姻       |
| -  | 苏格兰                       | 蘇格蘭議會通過，其後女王御准生效。                                                                     | 2014年12月16日               | 可             | 英國同性婚姻       |
| 16 | 盧森堡                       | 國會通過，其後盧森堡大公簽署生效。                                                                     | 2015年1月1日                 | 可             | 盧森堡同性婚姻     |
| 17 | 美国 · （全國通過）          | 法院判決或州議會通過（2003年–2015年） 最高法院判決（2015年）                                           | 2015年6月26日                | 可             | 美國同性婚姻       |
| 18 | 爱尔兰                       | 公民投票修憲                                                                                           | 2015年11月16日               | 可             | 愛爾蘭同性婚姻     |
| 19 | 哥伦比亚                     | 憲法法院判決                                                                                           | 2016年4月28日                | 可             | 哥倫比亞同性婚姻   |
| 20 | 芬兰                         | 國會通過，其後總統簽署生效。                                                                           | 2017年3月1日                 | 可             | 芬蘭同性婚姻       |
| 21 | 馬爾他                       | 國會通過，其後總統簽署生效。                                                                           | 2017年9月1日                 | 可             | 馬爾他同性婚姻     |
| 22 | 德国                         | 國會通過，其後總統簽署生效。                                                                           | 2017年10月1日                | 可             | 德國同性婚姻       |
| 23 |                              | 國會通過，其後總督簽署生效。                                                                           | 2017年12月9日                | 可             | 澳大利亞同性婚姻   |
| 24 | 奥地利                       | 憲法法院判決                                                                                           | 2019年1月1日                 | 可             | 奧地利同性婚姻     |
| 25 | 中華民國（臺灣）             | 大法官釋憲，其後立法院通過法案，經總統公布後生效。                                                     | 2019年5月24日                | 可             | 臺灣同性婚姻       |
| 26 |                              | 憲法法院判決                                                                                           | 2019年7月8日                 | 否             | 厄瓜多尔同性婚姻   |
| 27 | 北爱尔兰 · （ 英国全國通過） | 國會通過，過覆議期限而自動生效。                                                                       | 2020年1月13日                | 可             | 英國同性婚姻       |
| 28 |                              | 最高法院判決                                                                                           | 2020年5月26日                | 可             | 哥斯大黎加同性婚姻 |
| 29 | 智利                         | 國會通過，其後總統簽署生效                                                                             | 2022年3月10日                | 可             | 智利同性婚姻       |
| 30 | 瑞士                         | 國會及公投複決通過                                                                                     | 2022年7月1日                 | 可             | 瑞士同性婚姻       |
| 31 | 斯洛維尼亞                   | 憲法法院判決後立即生效，並要國會修正法案符合判決                                                       | 2022年7月8日                 | 可             | 斯洛維尼亞同性婚姻 |
| 32 | 古巴                         | 具合法投票權民眾公投新版家庭法通過。                                                                   | 2022年9月27日                | 可             | 古巴同性婚姻       |
| 33 | 墨西哥 · （全國通過）        | 最高法院判決（2015年）及各州議會立法通過（2010–2022年）                                                | 2015年6月22日 2022年12月31日 | 各州 法律 不同 | 墨西哥同性婚姻     |
| 34 | 安道尔                       | 總委員會通過，兩大公之一的法國總統簽署生效。                                                           | 2023年2月17日                | 可             | 安道爾同性婚姻     |
| 35 | 爱沙尼亚                     | 國會通過，其後總統簽署生效。                                                                           | 2024年1月1日                 | 可             | 愛沙尼亞同性婚姻   |
| 36 | 希腊                         | 国会通過，總統簽署生效。                                                                               | 2024年2月16日                | 可             | 希臘同性婚姻       |
| 37 | 列支敦斯登                   | 国会通过，其后亲王御准生效                                                                             | 2025年1月1日                 | 可             | 列支敦士登同性婚姻 |
| 38 | 泰國                         | 国会通过，其后泰王御准生效                                                                             | 2025年1月23日                | 可             | 泰國同性婚姻       |

| 國家             | 地區 | 參考                                          |
| ---------------- | --- | --------------------------------------------- |
| 丹麦自治領地     | 格陵兰（2016）， 法罗群岛（2017）                                                                                  | 格陵蘭LGBT權益、法羅群島LGBT權益              |
| 英國海外領土     | 皮特凯恩群岛（2015）， 直布罗陀（2016）， （2017）， 福克蘭群島 （2017）                                           | 聯合王國同性婚姻                              |
| 英王皇家屬地     | 马恩岛（2016）， 根西（2017）， 奧爾德尼（2018）， 澤西（2018）， 薩克（2020）                                     | 聯合王國同性婚姻                              |
| 法國海外領土     | （2013）， 留尼汪（2013）， 马约特（2013）， 法屬玻里尼西亞， （2013）， 法属圣马丁（2013）， 新喀里多尼亞（2013） | 法國海外領地與本土立法同步 ，參見法國同性婚姻 |
| 荷蘭海外領土     | （2012）， （2012）， （2012）、 阿鲁巴（2024）、 古拉索（2024）                                                   | 荷蘭同性婚姻                                  |
| 海外領土         | 科科斯（基林）群島（2017）， 圣诞岛（2017）， 诺福克岛（2017）                                                     | 澳洲同性婚姻                                  |
| 美国海外領土     | 波多黎各（2015）， 美屬維爾京群島（2015）， 關島（2015）， （2015）                                                | 美國同性婚姻                                  |
| 挪威特殊地位領土 | 斯瓦巴群島（2009）                                                                                                 | 挪威同性婚姻                                  |

| 國家／地區                               | 生效年 | 共同收養 |
| ---------------------------------------- | ------ | -------- |
| 以色列（包括通过远程形式缔结的同性婚姻） | 2006年 | 可       |
| 荷屬聖馬丁（仅限荷兰王国举行的同性婚姻） | 2007年 |          |
| 美属萨摩亚（仅限美国举行的同性婚姻）     | 2022年 |          |

|    | 國家／地區 | 生效年                    | 最新共同收養規定 |
| -- | ---------- | ------------------------- | --- |
| 1  | 捷克       | 2006年 2025年（权利扩大） | 限继亲 |
| 2  | 匈牙利     | 2009年                    | 否 |
| 3  |            | 2014年                    | 可（2022年高等行政法院判决）                                                                                        |
| 4  | 賽普勒斯   | 2015年                    | 否 |
| 5  | 義大利     | 2016年                    | 依個案審查且限繼親，極少數個案經法院判決可收養非親生小孩。 自2021年起，最高法院承认由同性伴侣在国外完成的收养行为。 |
| 6  | 圣马力诺   | 2019年                    | 限繼親 |
| 7  | 摩納哥     | 2020年                    | 否 |
| 8  | 蒙特內哥羅 | 2020年                    | 否 |
| 9  | 玻利维亚   | 2020年(个案) 2023年(全國) | 缺乏明确法律保障 |
| 10 | 拉脫維亞   | 2024年                    | 否 |
| 11 | 立陶宛     | 2025年（有待立法）        | 司法判例支持继亲收养                                                                                                |
| -  | 百慕大     | 2018年                    | 可 |
| -  | 开曼群岛   | 2020年                    | 可 |

| 國家／地區 | 生效年与制度 |
| ---------- | --- |
| 波蘭       | 依赖司法解释或个别法律条款的宽泛适用，波兰同性伴侣在租赁、继承、医疗等方面享有有限的权益。 |
| 柬埔寨     | 2015年（某些地區同性伴侶可合法宣誓家庭關係，分享家庭照護及分配共同財產） |
| 日本       | 2015年，從東京都澀谷區率先由地方政府設立了同性伴侶登記制度，同性伴侶享有部分異性婚姻伴侶的權益（截至2025年1月1日，所涉地區覆蓋日本人口约90.265％）                                                                                        |
| 欧洲联盟   | 2018年（配偶居留權） |
| 香港       | 2018年（依親簽證） 2019年（公務員配偶福利、合併報稅） 2023年（婚姻的替代性法律框架） 2024年（申请公屋和居屋的权利、遗产继承权） 2025年（政府建議立法設登記制，承認海外同性婚姻或民事結合的法律地位）                                      |
| 印度       | 2022年（以同居关系的形式提供有限承认） 2024年，政府指示所有银行在开设联名账户或指定受益人时平等对待同性伴侣。政府还修改了国家健康保险计划，使其更加包容LGBT群体及伴侣。其他权利包括监狱探视权、配给卡的使用，以及认领已故伴侣遗体的权利。 |
| 纳米比亚   | 2023年（配偶居留权） |
| 菲律賓     | 2023年，奎松市为同性伴侣创建“护理权”卡，以指定他们的伴侣拥有医疗探视权和决策权。 |
| 尼泊尔     | 2023年（临时登记同性婚姻） |
|            | 2024年（同性伴侣有资格享受国家健康保险的配偶福利） |

## 民意調查
關於同性婚姻的議題有很多民調，自2010年後，全球民調呈現一個持續支持同性婚姻立法的趨勢。2010年後，在很多進行的民調顯示有過半數調查者對同性婚姻的支持。已開發國家對於支持同性婚姻合法化的態度依據不同的組別，在年齡、政治形態、宗教、性別方面各有不同，各組別方面均有增長的趨勢。
在幾個國家進行的一些更詳細的民調和研究表明受教育水平較高，以及年輕人通常更傾向於支持婚姻平權。

## 議題
儘管少有傳統社會將同性結合視為一種婚姻形式，但根據歷史文本和人類學民族誌，在不同時期以及不同地域的社會，對同性關係的結合有不同範圍的接受程度。而同性之間作為情人眷屬同居生活，乃至締結婚約，在古代的部落民族以及文明社會當中，並不全然毫無蹤影。
從中國明清時期，兩個男子拜堂成親的「契兄弟」，到不願出嫁男子，二女同居共營生活的「自梳女」，以及美洲原住民具巫醫身份的雙靈等等，皆可視為古代同性或非異性戀伴侶共同生活的歷史見證。
歷史上，家族、宗教和政府常常左右婚姻締結的模式。在當代的同性婚姻立法，則由於關係到政府規管婚約締結的身分法，而涉入了公共領域的討論。
同性婚姻立法的反對者，通常訴諸傳統社會的婚姻習俗為男女結合之形式，並以生育後代作為婚姻之必要目的，同性雙親不符孩童最佳利益，來反對同性婚姻之立法。
支持者則指出，國家設立的婚姻制度乃是隨時而異的演變過程。開放同性婚姻使得同志得以和其伴侶進入婚姻制度，並不會影響到異性戀男女結婚共組家庭。當今的婚姻制度，也已揚棄過往的嫡長子繼承制觀念，而強調婚約締結為當事人的人格自主決定，讓不願和無法生養小孩的人，以及老年人也能有結婚和再婚的權利。
承認同性雙親與子女的法律關係，有利於孩童權益，對此進行限制反而損害其子女的最佳利益。針對同性雙親與子女所作的研究，也顯示雙親性傾向，並非對兒童發展的影響因素之一，在法律上對此做出差別待遇和限制，乃是基於沒有可靠理由的偏見。
國家承認同性婚姻，是實現法律之前人人平等的憲政主義原則，禁止同志和其同性伴侶進入婚姻關係，反而是基於性傾向或性別做出差別待遇的歧視性制度，剝奪同志組成家庭的基本權。
同性婚姻的立法，涉及少數人權利與憲法基本權、宗教對非異性戀的態度、婚姻與家庭的社會功能等論辯。其它延伸出來的爭論，則討論共同生活制度是否能有婚姻以外的想像，而得擺脫其長久以來的父權意涵。
有人質疑政府是否應介入私人的親密關係，對婚姻制度是否有必要由國家加以控制管理，抱持懷疑的態度。

### 人權

#### 國際人權法
不少國際人權宣言文件將婚姻與家庭視為「個人或群體因作為人類，而應享有政府保障的權利」。1948年，聯合國大會在巴黎通過世界人權宣言，其中第16條規定：
1. 成年的男人和女人（英語：men and women of full age），不受種族、國籍和宗教之限制，皆有權結婚與建立家庭；
2. 只有在將成為「婚配雙方」當事人自由且完全之同意下（英語：with the free and full consent of the intending spouses），才能締結婚姻。

以此宣言為基礎，在1954年起草《經濟、社會及文化權利國際公約》和《公民權利和政治權利國際公約》，於1966年12月16日開放各國簽署締約，鼓勵政府承擔責任，尊重個人的公民、政治等權利。當中，世界人權宣言保障婚姻家庭權利的第十六條規定，出現在公民權利和政治權利國際公約的第二十三條。雖然國際人權公約明示婚姻家庭作為政府應當保障的權利，但對於同性婚姻之立法，是否為締約方所必須之義務，以及此處之婚姻是否涵蓋同性婚姻，有各種不同的觀點。
據2002年「Ms. Juliet Joslin et al. v. New Zealand」一案，聯合國人權事務委員會所作出的解釋，人權事務委員會認為公約第23條第2項有關結婚權之規定，未課予締約方有設立同性婚姻的義務。但此案的協同意見書中，Rajsoomer Lallah與Martin Scheinin兩名委員表示，這並不代表這項法律上的差別待遇，永遠不會構成第26條規定「法律之前人人平等」之違反。並指出公約雖未明訂相關義務，但並未限制國家以任何形式的法律制度（包括婚姻在內）承認同性伴侶關係。另外有些人主張人權事務委員會對此案的論理有問題，並指出2017年後，人權事務委員會就兩項申訴（communications）作成的決定，以及在國家報告的結論性意見與建議裡，敦促國家承認同性婚姻以解決性傾向歧視，似乎反映了人權事務委員會於此案的觀點變化。在2024年的 V.W.G. and E.H.  v. Albania 案，委員會認定未窮盡國內救濟程序而未受理「國家未承認同性伴侶法律關係」的申訴，有五位委員聯名發表不同意見書，認為該案應得到受理，並主張國家的不作為違反了公約的17(1)、23、26條，單獨或與第2(3)條結合。
參與臺灣2013年和2017年「兩公約國家報告國際審查會議」的國際人權專家表示：「臺灣法律僅承認異性婚姻，而不承認同性婚姻及同居關係、否認同性伴侶及同居伴侶的許多利益是歧視性的」，並建議台灣政府應當修正民法，給予多元家庭予以法律承認。這些國際人權專家「樂見台灣政府採取行動，計劃將同性婚姻納入法律」，並認為此「將顯現臺灣在對抗性傾向和性別認同歧視上是亞太地區先鋒」。
雖無明文條約義務，但經濟、社會及文化權利事務委員會，數次在國家報告的結論性意見與建議裡，敦促國家提供同性伴侶的法律承認與保障，以確保各種形式的家庭在經濟、社會權上之平等。
審理《歐洲人權公約》的歐洲人權法院認為缺乏歐洲共識，保留歐洲各國是否及如何保障同性伴侶關係之判斷餘地，不課予設立同性婚姻的義務。另一方面，又認定同性伴侶組成的家庭仍須受到第8條對家庭生活的保障，憑藉小幅更新解釋和限縮通案影響力來促成制度變遷。2015年7月21日，歐洲人權法院在 Oliari and Others v. Italy 案，指義大利沒有同性婚姻，同時亦沒有提供同性伴侶民事結合的權利，違反歐洲人權公約第8條：私人及家庭生活、其家庭以及其通訊隱私。歐洲人權法院在 Fedotova and Others v. Russia（2021年7月13日判，2023年1月17日大法庭對俄羅斯的上訴維持原判）、Buhuceanu and Others v. Romania（2023年5月23日判）、Koilova and Babulkova v. Bulgaria（2023年9月5日判）、Przybyszewska and Others v. Poland（2023年12月12日判）亦作出同樣判決。歐洲人權法院在 Vallianatos and Others v. Greece（2013年11月7日判）、Maymulakhin and Markiv v. Ukraine（2023年6月1日判）除公約第8條外，也援用第14條禁止歧視的條款作為論據。
2018年1月9日，位於哥斯大黎加首都聖荷西的美洲人權法院（Inter-American Court of Human Rights）公佈於2017年11月24日作成之諮詢意見，認定按照美洲人權公約第11條第2項及第17條規定 ，同性伴侶享有與異性伴侶一致的平等結婚權利。會員國必須依據公約規定之意旨，立法尊重並保障同性伴侶與其家庭關係所延伸之所有一切權利。
保障性傾向和性別認同人權的《日惹原則》，其第24條「建立家庭的權利」規定應採取必要措施以確保個人建立家庭，不受到基於性傾向和性別認同的歧視。政府應立法「承認家庭形式的多樣性，包括不由血統或婚姻來定義的家庭」。在未通過同婚或伴侶制度的情況時，至少應做到採取必要措施「確保同性未婚伴侶，能夠平等獲得異性未婚伴侶所能夠獲得的任何義務、權利、特權或福利。」
澳洲人權委員會委員Edward Santow，引用《公民權利和政治權利國際公約》第26條，指出此一法律之前人人平等和不歧視的原則，要求民事婚姻不應僅限於異性伴侶，更該保障至同性伴侶。他稱此為國際人權法逐漸趨向同意的共識。

#### 憲法
2015年6月26日，美國聯邦最高法院在奧貝格費爾訴霍奇斯案(Obergefell v. Hodges)，基於憲法保障每個人的自主決定權與平等權，判定同性與異性伴侶均應有平等的結婚權利。主張承認同性婚姻才能保護家庭與孩童利益，否認同性婚姻會強化對同性伴侶的污名。美國聯邦最高法院多次援引判定禁止不同膚色通婚違憲的深愛夫婦訴維吉尼亞州案(Loving v. Virginia)，作為在此案中運用平等保護條款和正當法律程序條款的前例。
南非（2005）、尼泊爾（2007, 2023）、巴西（2011）、墨西哥（2015）、哥倫比亞（2016）、臺灣（2017）、奧地利（2017）、哥斯大黎加（2018）、厄瓜多（2019）、斯洛維尼亞（2022）等國，以及美國（2003-2015）、加拿大（2002-2005）某些州的憲法審理機構，亦判定政府未保障或禁止同性婚姻，違反憲法平等權之規定。南非大法官奧比·薩克斯更指利用民事結合制度成立專法取代同性婚姻，給予「隔離但平等」（Seperate but equal）的保障，是對被區隔弱勢群體人性尊嚴的貶損。

#### 社群主義的觀點
相對於著重權利論述的自由主義路徑，提倡社群主義的學者迈克尔·桑德尔認為對於婚姻制度，乃至於其它公共事務的討論，無法忽略權利中所蘊含的道德或內在價值而達成。
他主張，任何看似中立性的立場，其實都是對議題作出潛在的道德價值推論，判斷了何謂良善的生活。他引用支持同性婚姻的麻州法官Margaret Marshall之言：婚姻「是我們社群中最被珍惜、最值得的行為」，婚姻的關鍵並非生育，婚姻的基本關鍵和目的是「伴侶彼此的永久許諾」，主張麻州法官非僅仰賴權利取徑，並且是在同意同性婚姻符合此一價值原則的判斷中，獲得了國家應當開放同性婚姻的倫理學推論。

### 宗教
世界各地同性婚姻立法的阻力，通常來自於福音派基督教教會、羅馬天主教教會、東正教教會、大多數穆斯林組織，以及各種帶有文化保守主義或宗教保守主義色彩的宗教團體。這些反對團體，常站在視「婚姻」為自身所信奉宗教教義或文化規範所有物的立場，認為同性婚姻無法與其所屬的教義或文化相容，而對其立法採取反對的姿態。
然而也有來自佛教、道教或民間信仰、一貫道以及基督教等宗教團體的成員，主張立法才能鼓勵個人及社會以負責的態度看待婚姻及家庭，進而保障和促成諸多的「社會共善」；另外，這些團體或成員也呼籲正視傳統及經典對於性傾向與性別認同存在著多元詮釋的可能性，建議透過對話形成切合當下處境、與時並進的信仰教導。
其它信仰的宗教組織，例如印度教美國基金會（Hindu American Foundation）、澳洲印度教祭司委員會（Australian Council of Hindu clergy）、穆斯林進步價值協會（Muslims for Progressive Values），美國猶太拉比中央會議（Central Conference of American Rabbis），以及一神普救協會（Unitarian Universalist Association）等，也都發表過支持婚姻平權的聲明。

#### 宗教自由
反對同性婚姻的宗教團體，聲稱同性婚姻立法會影響到宗教自由。這些宗教人士擔憂若所屬宗教的教義與同性婚姻有所衝突，那麼拒絕為同性伴侶主持宗教儀式的行為，可能會引致反歧視法律訴訟，致使宗教組織必須違背教義接受同性婚姻。
美國最高法院大法官安東尼·甘迺迪指出，美國憲法對宗教自由的保障，已確保宗教組織享有對婚姻的自主信念。法律不会要求宗教組織為同性伴侶主持婚禮的義務，亦不要求宗教組織接受同志成為教內的聖職者。這些屬於宗教組織內部的事務，由宗教組織自主決定。反歧視法所規範領域也限制在職場聘僱、學校教育、公共服務、對公眾的商品買賣，無法成為對宗教內部事務進行訴訟的法源依據。

#### 信眾態度
公共宗教研究所在2016年American Values Atlas計畫隨機訪問四萬多名美國民眾的民調顯示，對同性婚姻法制化的整體態度為58%支持32%反對，2014年為54%支持，38%反對。當中有85%的佛教信眾支持同性婚姻法制化，其次的支持比例為無宗教78%，猶太教73%，印度教67%，主流基督新教63%，天主教63%，東正教59%，這些宗教的多數信眾支持婚姻平權；美國穆斯林和少數族裔基督新教信眾的支持與反對者旗鼓相當，44%的伊斯蘭教信眾支持，而有41%反對；三股宗教信仰群體（佔總人口19%）反對多於贊成，分別為摩爾門教37%支持55%反對，福音派基督新教31%贊成61%反對，耶和華見證人25%支持53%反對。
據中研院在2015年「台灣社會變遷基本調查計畫」第七期第一次，隨機訪問兩千多名台灣民眾的調查資料顯示，對同性婚姻法制化整體態度為54%支持37%反對。在這當中，無宗教信仰者（佔樣本比例20%）有72%支持同性婚姻法制化；佛道教系統（佔樣本比例73%）支持略多於反對，分別為佛教49%支持43%反對，道教59%支持33%反對，民間信仰49%支持40%反對，一貫道48%支持和反對；基督宗教系統（佔樣本比例6%）的信仰者反對遠多於贊成，基督新教32%支持64%反對，天主教29%支持68%反對。
根據American Values Atlas (2016年)的調查，61%的美國人反對商家可用信仰因素為由，拒絕對LGBT群體提供服務或商品買賣。

### 家庭功能

#### 婚姻與家庭型態
反對同性婚姻的人，大多將一夫一妻的男女婚姻視作所有婚姻型態中最為完美理想的樣態。
支持同性婚姻者，則多認為婚姻並無固定完美的樣式，隨著各地環境與社會制度的不同，婚姻的形式也隨之適應發展。歷史上，曾經有一夫多妻、一妻多夫或對偶婚的婚姻形式。在母系社會還有走婚、訪妻婚等強調母系家族的樣態。理想的婚姻制度應當是朝向平等和親密關係內的對等協商邁進，把生養子女當作一種生命選擇，而非壓迫他人承擔的義務。
家庭亦非必定具備丈夫或父親、妻子或母親等角色，例如摩梭人的傳統家庭是由母親和舅父作為家長，父親與子女不屬於同一家庭。而在父系社會中，亦有不少因父母離婚、父母其中一方死亡或未婚懷孕而形成的單親家庭。也有些情況父母皆不在、於是與祖父母、兄弟姊妹或其他親屬組成家庭。

#### 收養與撫養
反對同性婚姻者，不少也反對同志收養子女之自由，乃為保障子女利益、避免有無法理解男性、女性性別角色差異之機會，而影響其性別認同和性傾向。這些反對者，亦提出Mark Regnerus等人所作的研究，認為不就此限制收養，對子女成長有不良影響。
支持者則認為，男性、女性之性別角色差異，除習自養親外，尚可習自親族、友人、學校及其他社會關係。而成長過程中所形成的性別認同和性傾向，亦為子女人格自主發展之自由。此外，小孩有人收養照顧，也比待在社福機構要好，而目前仍有許多兒童等待被收養。對收養資格的評估，則應交由專業的收出養機構社工員對個別的收養者作綜合判斷，而非片面針對性傾向此單一因素來加以否定。
反對者常引用的社會學者Mark Regnerus所作之統計研究，其研究方法已在美國聯邦最高法院遭多次挑戰。美國心理學會和美國社會學學會皆嚴厲質疑該研究未能明確界定其研究對象，亦未排除多種影響因素，認為此份研究實無參考價值。Regnerus本人則被美國國家稅務局指涉嫌受到基督教保守派組織资助78.5萬美金來完成此份研究。
大多數針對同性雙親與子女所作的社會科學研究，則顯示雙親性傾向，並非對兒童發展的影響因素之一。一份1995年的美國研究指出，由男同志父親撫養的兒子，超過90%的性傾向為異性戀。兒子的性傾向為何，與其可能相關的環境變數（例如與父親共同生活時間的長短）之間，亦沒有產生統計顯著差異。許多專業學會，如美國心理學會、美國精神醫學學會、美國兒科學會、美国社会学协会、台灣精神醫學會、臺灣兒童青少年精神醫學會等，皆發表類似聲明，指出兒童青少年身心健康的成長，與家庭及社區穩定息息相關，而與養育者的性傾向無關。
此外，同志伴侶仍能透過單身收養制度，達到收養之目的和共同養育的事實。另外有些人，則是想要收養伴侶和前一段關係的孩子。限制這些家庭其雙親和子女的親權，是對兒童權利和家長保護與教養權的侵害。

### 公共利益

#### 性別平等
同婚法制化的地區不但沒發生生育率因此下降，與後天免疫缺乏症候群感染率也不存在有達到統計顯著性水準的關聯。通過同性婚姻反而對促進該地的性別平等產生正向影響，有助於提升社會的性別意識，減少因權力分布產生的性別階層。
有研究顯示，同性戀者的生理、心理和財政狀況皆適合於締結婚姻。若得到社會制度的支持，已婚同性伴侶所撫養的孩子將受益於此。美國人類學會指出，不允許同性結婚會加劇針對同性戀者的社會污名和歧視；此外還指出「文明或可行的社會秩序建基於將婚姻限制為『異性之間獨享』」的說法並不受到社會科學研究的支持。法律承認同性別婚姻的效力，亦能使處於同性親密關係的人獲得稅項減免，及其伴侶的財產繼承權和醫院探視權。

#### 促進健康
據公共健康與醫學領域的研究，同性婚姻法制化，不但對減少汙名、誤解、和歧視有正向影響，更能改善促進同志人群的身心健康。在禁止同婚的美國州，LGBT群體患上精神疾病的比例，較通過平權的州者為高。在麻薩諸塞州通過同性婚姻後，同性戀以及雙性戀男性去醫院尋求醫療和精神照護的次數顯著降低，花費也大為減少。亦有研究發現，2015年全美國同性婚姻通過後，青少年的企圖自殺率下降，尤以同性戀與雙性戀的青少年最為顯著。作者指同性婚姻通過後，同志青少年會覺得「未來比較有希望」，霸凌事件降低，承受的污名也少了。
其他的研究則顯示法律禁止同性婚姻，促成社會污名和男同志的情感關係難以穩定和公開，進而減少獲得健康照護資源的機會，增加了感染後天免疫缺乏症候群的風險。

#### 社會整合
有些人主張，婚姻作為一種重要的家庭經濟支柱，以及激勵彼此相互照顧的身份契約，有助於他人獲得經濟和情感的穩定支持。單身人士容易遭受經濟拮据，以及不受社會福利保障的困境。人不分性傾向和性別認同，都需要這種基本的身份契約保障，而社會能從這樣的穩定中獲得利益。
另據估計，巨大的社會壓力，已導致中國大陸約1600萬同性戀男性與女性結婚，與男性結婚的同性戀女性約400萬。然而處於這類婚姻的另一方，可能要忍受丈夫或妻子的性冷淡和精神折磨，彼此也難獲得長久幸福。制度若無法含納所有人，許多人會為符合社會規範，而硬是調整自己符合制度需求。社會對同婚的否定，容易讓更多同妻或同夫現象發生。

#### 經濟發展
通過同性婚姻影響最為直接的行業是婚禮產業。據統計，美國通過同性婚姻的三年內，將為聯邦政府及各州帶來約1.87億美元的稅收收入，對美國經濟的貢獻將達26.2億美元。不過，相對於2014年美國17.4萬億美元的GDP總量，同性婚姻的直接經濟影響似乎較為有限。瑞銀（UBS）的首席經濟分析師Paul Donovan認為同性婚姻影響到美國人口的6%到7%，這勢必會對經濟產生影響。一方面，它會提高勞動力流動性。另一方面，可以消除對同志群體的歧視，從而提高生產效率。《福布斯》的一篇報導提出了反駁。該報導認為同志人口並不高，因此同性婚姻對美國總體經濟的影響很小。
根據美國國際開發總署(USAID)資助加州大學洛杉磯分校，一份調查2011年各國法令對同志的保障程度與其經濟發展成果是否有相關性的研究，其結果顯示「法律認可同性傾向之全球指數」(GILRHO，Global Index on Legal Recognition of Homosexual Orientation)和「人均國民生產毛額」(GDP per capita)及「人類發展指數」(HDI，Human Development Index)之間呈現正相關。該報告中，分析了產生如此相關性的因素：
- 人力資本：國家經濟成長是個人生產力的總和，如果在教育、職場限縮甚至排除了同志族群學習技能或施展長才的機會，或因不友善的職場影響同志的工作表現，如此國家的整體生產力勢必打折扣。
- 後物質主義：物質生活富足之後，人民會開始重視人身自由、平等公民權、尊重少數族群等概念。
- 國家為顯示其現代化及開放而選擇採取接納同志族群的政策，進而招來觀光、外國投資、及跨國貿易夥伴等收益。
- 能力取向：這個理論不再只強調個體創造的收入，而是國家需幫助每個人成為他想要且能夠成為的人，個體都得到自由發展的空間而有更好的生活，也因此除了人均國民生產毛額外，還加入人類發展指數作為評估標準。

另外，企業若能提倡尊重差異的精神，支持婚姻平權，也能提昇企業的品牌形象，進而開發彩虹經濟的新客源。

#### 文化产业
2016年網路劇《上癮》該劇被封為中國「同志劇」指標，但因台詞露骨尺度大膽，而遭廣電總局封殺下架，之後更有條列規定，不能在電視劇中出現輪迴轉世、離奇案件、同性戀、婚外情、早戀等情節。

## 外部連結
- 中的“同性婚姻”
- Same-Sex Marriage, Civil Unions, and Domestic Partnerships在《紐約時報》上的節選新聞及評論
- During Pride Month, a Look at LGBT Rights New Map Shows Same-Sex Marriage, Civil Unions and Registered Partnerships Worldwide （页面存档备份，存于）
- Global Landscape of the Freedom to Marry （页面存档备份，存于）